# James McGowan
Pour les articles homonymes, voir McGowan.
James Robert McGowan, né à Montréal (Canada) le 30 mai 1960, est un acteur canadien.

## Filmographie partielle

### Au cinéma
- 2001 : On Their Knees : Bartender
- 2002 : Les Chevaux de la tourmente (Touching Wild Horses) : John Benton
- 2003 : The Adulterers' Guide to Toronto : Simon
- 2003 : Perfect : Marsh
- 2004 : The Prince & Me : Photographer
- 2004 : My Brother's Keeper : Scout
- 2004 : The Right Way : Dad
- 2004 : Headhunter : Father Eves
- 2005 : L'Homme parfait (The Perfect Man) : Jean's Suitor
- 2006 : Warriors of Terra : Peter Isaacs
- 2009 : Another Man's Son : Mayor Richard Kendrick
- 2010 : The Translator : Husband
- 2012 : Total Recall : Military Adjutant
- 2013 : Compulsion : Bob
- 2014 : Stage Fright : Victor Brady
- 2015 : How to Plan an Orgy in a Small Town : Spencer Goode
- 2016 : Suicide Squad : Panda Man
- 2017 : Pyewacket

### À la télévision

#### Séries télévisées
- 2008- : The Good Witch (épisode Un mariage féerique) : Leon Deeks
- 2008-2010 : The Border : major Mike Kessler (38 épisodes)
- 2012-2013 : Bomb Girls : Rollie Witham (11 épisodes)
- 2014-2015 : Bitten : James William (10 épisodes)
- 2016: Rogue : Agent Renner (2 épisodes)

#### Téléfilms
- 2002 : Sur la piste du danger :  Gideon
- 2007 : L'Amie de mon mari (All the Good Ones Are Married)
- 2007 : Les Deux Visages de Christie (Christie's Revenge)
- 2009 : Une femme fragile (Unstable)